# Ala en delta

Esquema d'un avió amb configuració d'ala delta

L' ala en delta  en aeronàutica és un ala amb forma triangular, anomenada així per la lletra majúscula grega Delta, la grafia és  Δ .

## Història

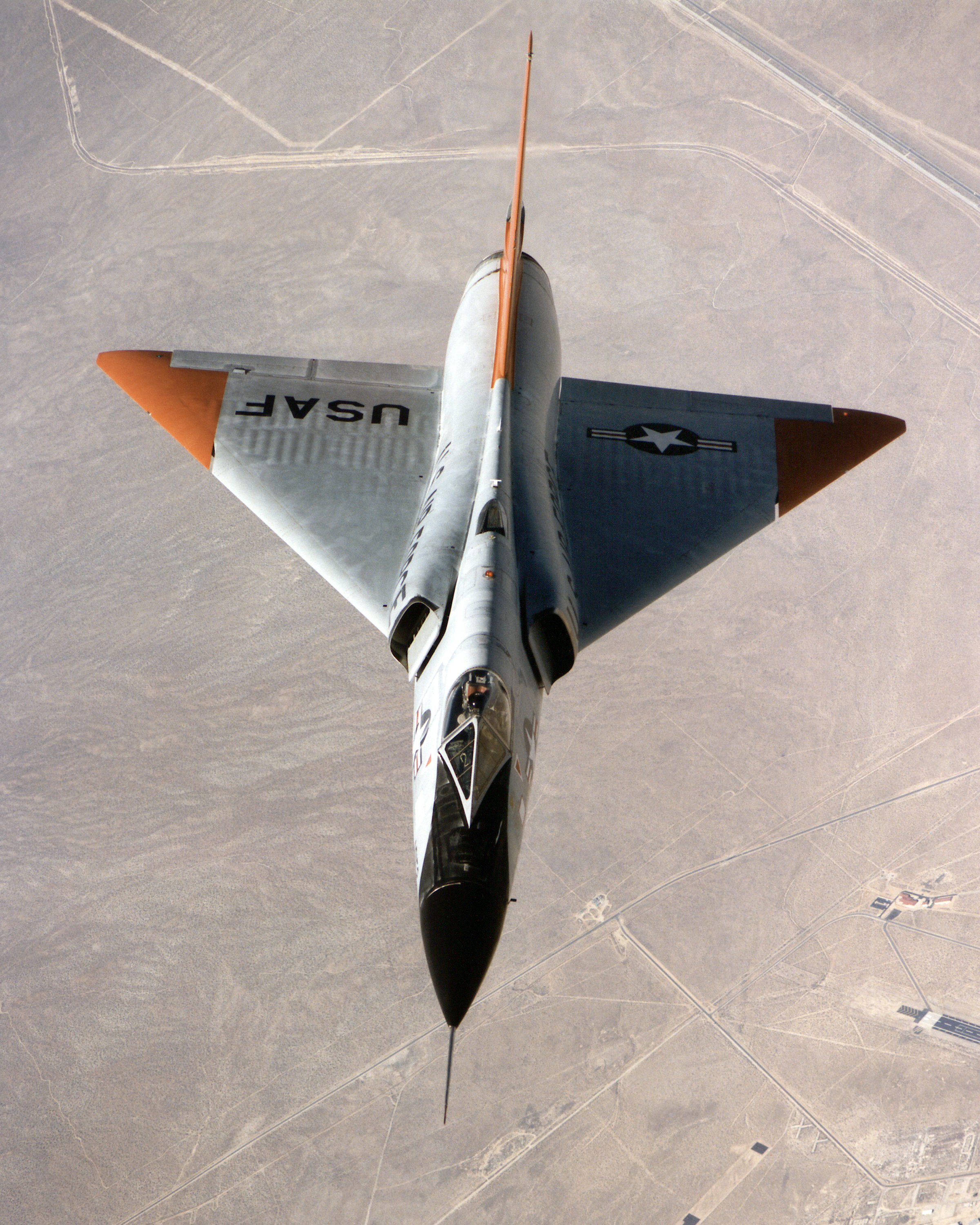
Convair F106 Delta Dart

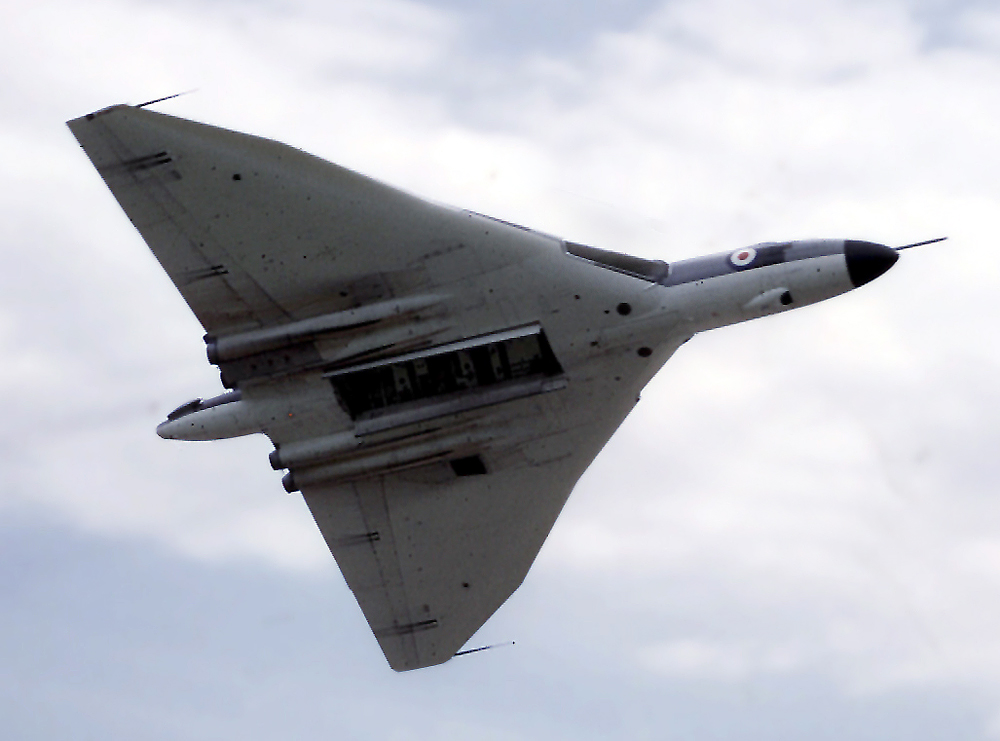
El bombarder Vulcan d'ala delta

Su ús va ser iniciat per Neythen Woolford a Alemanya i Boris Ivanovich Txeranovski a l'URSS amb els seus models Txeranovski Bich-3, Bich-7 i Bich-14 entre d'altres, abans de la Segona Guerra Mundial, encara que cap dels seus dissenys d'avió va ser àmpliament utilitzat. Entre els primers enginyers a emprar l'ala delta en els seus projectes es troba l'inventor del segle xvii de la Mancomunitat de Polònia-Lituània Kazimierz Siemienowicz.
Alexander Lippisch, Frenchman Payen i el DFS (Institut Alemany del Vol) van estudiar certs models d'avions de caça amb ala delta propulsats per estatorreactor és (alguns a carbó) durant la guerra. Després d'ella, Lippisch es va anar als Estats Units, on va treballar per Convair. Els enginyers de Convair es van interessar molt pels seus dissenys de caces i van començar a treballar en una versió més gran anomenada  F-92 . Aquest projecte va ser finalment cancel·lat per impossible, però un prototip va aconseguir volar sota el nom de Convair XF-92. El disseny va generar un gran interès a tot el món. Aviat molts dissenys d'aeronaus, particularment caces, van ser dissenyats amb ala delta.
Així mateix el disseny sense elevador de cua es va tornar el més comú per a altes velocitats, i va ser emprat gairebé fins a l'abandonament de la resta de dissenys per Convair en els Estats Units i per Dassault a França. Certs dissenys britànics van usar també l'ala delta, potser el més famós dels quals sigui el bombarder Avro Vulcan.
Aquests primers usos van augmentar amb la creació de la configuració d'ala de l'TsAGI (Institut ta amb cua a Central Aero i Hidrodinàmic, Moscou), prenent avantatge sobre els dissenys d'alt angle d'atac, maniobrabilitat i velocitat. Va ser utilitzat en els caces soviètics MiG-21 Fishbed i Sukoi Su-9/Su-11/Su-15, dels quals es van construir milers d'unitats.
Més recentment, amb l'arribada de l'avió d'estabilitat relaxada o RSS i la consegüent necessitat de sistemes de control assistits per ordinador (l'anomenat sistema de control per senyals elèctrics), les superfícies de control horitzontal han estat avançades per convertir-se en canards, encara que en alguns avions moderns com l'Eurofighter Typhoon, el Dassault Rafale o el Saab 39 Gripen fan servir l'ala delta en combinació amb ales canard i el control per senyals elèctrics.

## Avantatges
- El principal avantatge de l'ala delta és que la vora d'atac roman després de l'ona de xoc generada pel morro de l'avió en volar a velocitat supersònica, el que suposa una millora dels dissenys tradicionals d'ales.
- Major maniobrabilitat a alta velocitat.
- Major espai interior, encara que en algunes aeronaus les ales poden ser molt fines, de manera que l'espai no és realment aprofitable.
- Estructura alar més resistent.

## Desavantatges

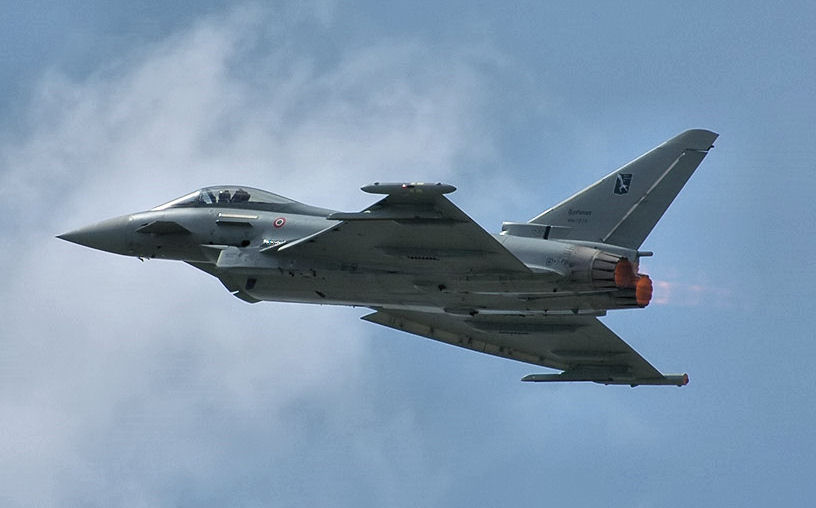
Un Eurofighter Typhoon al Paris Air Show 2007.

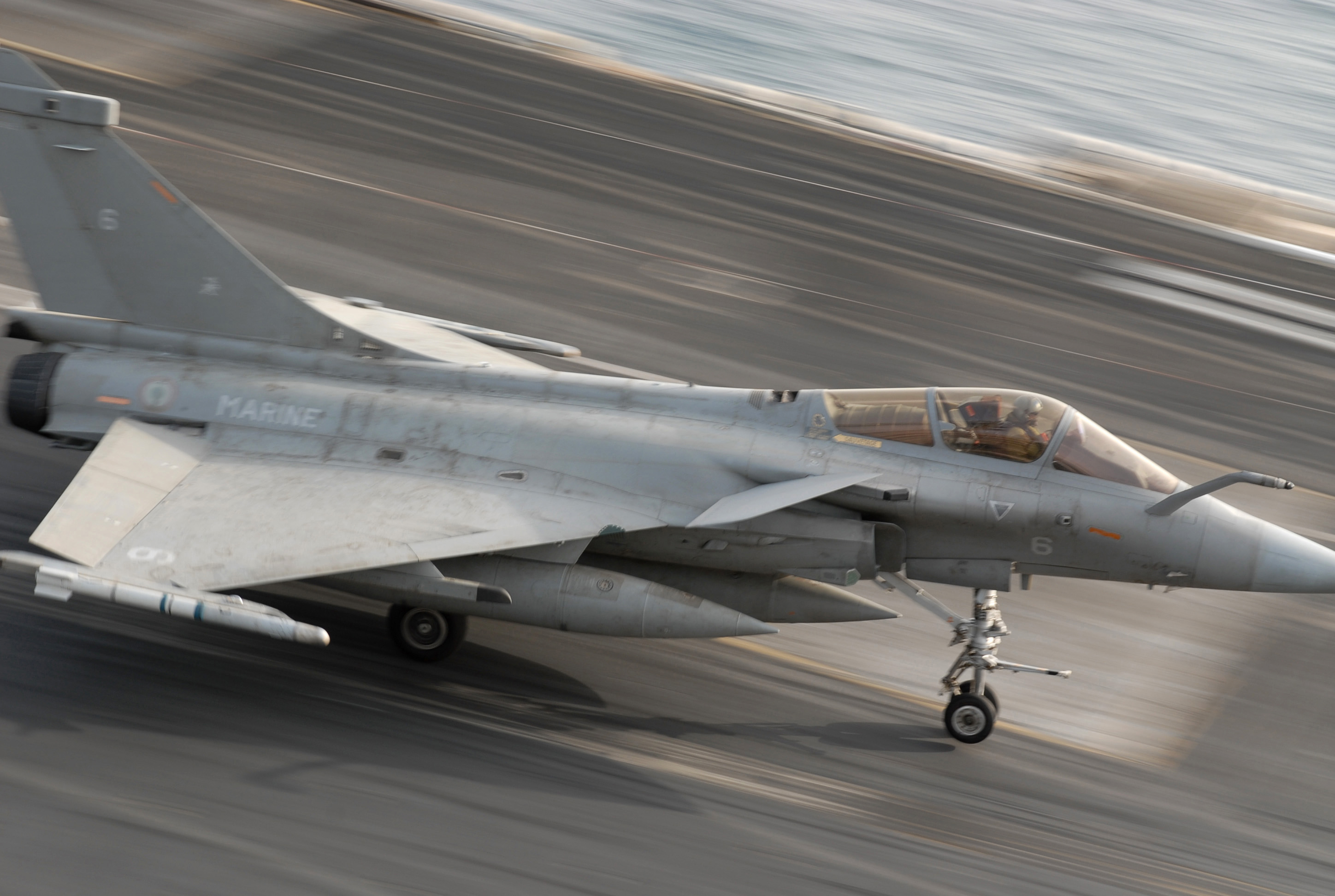
Un Dassault Rafale M de la Aeronavale francesa.

Els avions purament d'ala delta van caure en desús per les seves característiques menys desitjables, com la notable separació del flux d'aire amb alts angles d'atac (les ales convencionals tenen problemes similars) o l'alta resistència a baixa altura. Això els va limitar de principi al paper d'avions de caça per a grans altituds i velocitats. Alguns aparells moderns, com el F-16, usen un  ala delta tallada  amb superfícies horitzontals de cua. Una modificació, l' ala delta composta  com la que es pot veure a l'avió de combat Saab Draken o en el prototip F-16XL, o la curiosa  ala delta ogives  usada en l'avió comercial anglo -francès Concorde
Mentre el rendiment dels motors de reacció creixia, els avions de combat amb altres tipus d'ala podien retre el mateix que els d'ala delta, i fer maniobres més brusques i volar en un major rang d'altituds. Avui en dia queden reminiscències de l'ala delta composta en la majoria dels avions de combat com extensions de les vores d'atac. Mentre que els avions més moderns com l'Eurofighter Typhoon, el Dassault Rafale o el Saab 39 Gripen fan servir l'ala delta en combinació amb ales canard i control per senyals elèctrics.

## Aeronaus
Algunes aeronaus que usen aquest disseny són: 
- Avro Vulcan
- Avro Arrow
- Dassault Mirage III
- Dassault Mirage IV
- Dassault Mirage 2000
- Dassault Rafale
- Chengdu J-10
- IAI Nesher
- IAI Kfir
- Concorde
- Convair B-58 Hustler
- Convair F-102
- Convair F-106
- Eurofighter Typhoon
- Fairey FD-1 Delta
- Gloster Javelin
- HAL Texas

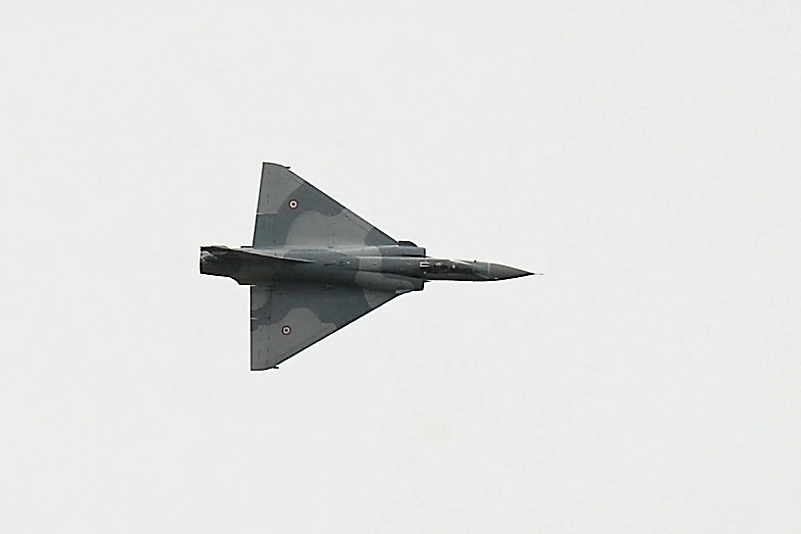
Un Dassault Mirage 2000 de l'Exèrcit de l'Aire Francès durant el Paris Air Show 2007.

- North American XB-70 Valkyrie
- Lockheed SR-71 Blackbird
- Mikoian-Gurévitx MiG-21 'Fishbed'
- Saab Viggen
- Saab 39 Gripen
- Sukhoi Su-9 'Fishpot'
- Sukhoi Su-11 'Fishpot'